# Liechtensteiner-Cup 1945-1946
La Liechtensteiner-Cup 1945-1946 è stata la prima edizione della coppa nazionale del Liechtenstein conclusa con la vittoria finale del FC Triesen, al suo primo titolo.
Della competizione è noto solo il risultato della finale.

## Finale
| Vaduz | FC Triesen | 3 – 1 | Vaduz |  |